# جوردن سميث
جوردن سميث (بالإسبانية: Jordan Smith)‏ (23 أبريل 1991 ديسامبارادوس كوستاريكا - ) هو لاعب كرة قدم كوستاريكي، شارك في بطولة كونكاكاف تحت 20 سنة 2011.

## روابط خارجية
- جوردن سميث على موقع الاتحاد الدولي (مؤرشف)  (الإنجليزية)
- جوردن سميث على موقع الدوري الأمريكي (الإنجليزية)
- جوردن سميث على موقع قاعدة بيانات كرة القدم.إي يو (الإنجليزية)
- جوردن سميث على موقع ناشيونال فوتبول تيمز (الإنجليزية)
- جوردن سميث على موقع Soccerbase.com (لاعب) (الإنجليزية)
- جوردن سميث على موقع Soccerway.com (الإنجليزية)
- جوردن سميث على موقع AS.com (الإسبانية)